# Società Sportiva Pennarossa
Maillots
Actualités
Le SS Pennarossa est un club de football saint-marinais.

## Bilan sportif

### Palmarès
- Championnat de Saint-Marin
  - Champion : 2004

- Coupe de Saint-Marin
  - Vainqueur : 2004 et 2005
  - Finaliste : 2003, 2012 et 2016

- Supercoupe de Saint-Marin
  - Vainqueur : 2003

### Bilan européen
Note : dans les résultats ci-dessous, le score du club est toujours donné en premier
| Saison    | Compétition | Tour           | Club                 | Domicile | Extérieur | Total |
| --------- | ----------- | -------------- | -------------------- | -------- | --------- | ----- |
| 2004-2005 | Coupe UEFA  | Premier tour Q | Željezničar Sarajevo | 1 - 5    | 0 - 4     | 1 - 9 |

Légende
- Victoire ou qualification pour le tour suivant
- Match nul
- Défaite ou élimination de la compétition